# Grimpar grive
Dendrocincla turdina
Espèce
Le Grimpar grive (Dendrocincla turdina) est une espèce de passereaux de la famille des Furnariidae.

## Répartition
Cet oiseau vit à travers la forêt atlantique.

## Habitat
Son habitat se situe dans les forêts denses et les forêts claires de basse et de moyenne altitude.

## Sous-espèces
D'après la classification de référence (version 5.2, 2015) du Congrès ornithologique international, cette espèce est constituée des deux sous-espèces suivantes :
- D. turdina taunayi Pinto, 1939 vit au nord-est du Brésil
- D. turdina turdina (Lichtenstein, 1820) vit au sud-est du Brésil